# Lezecké boty

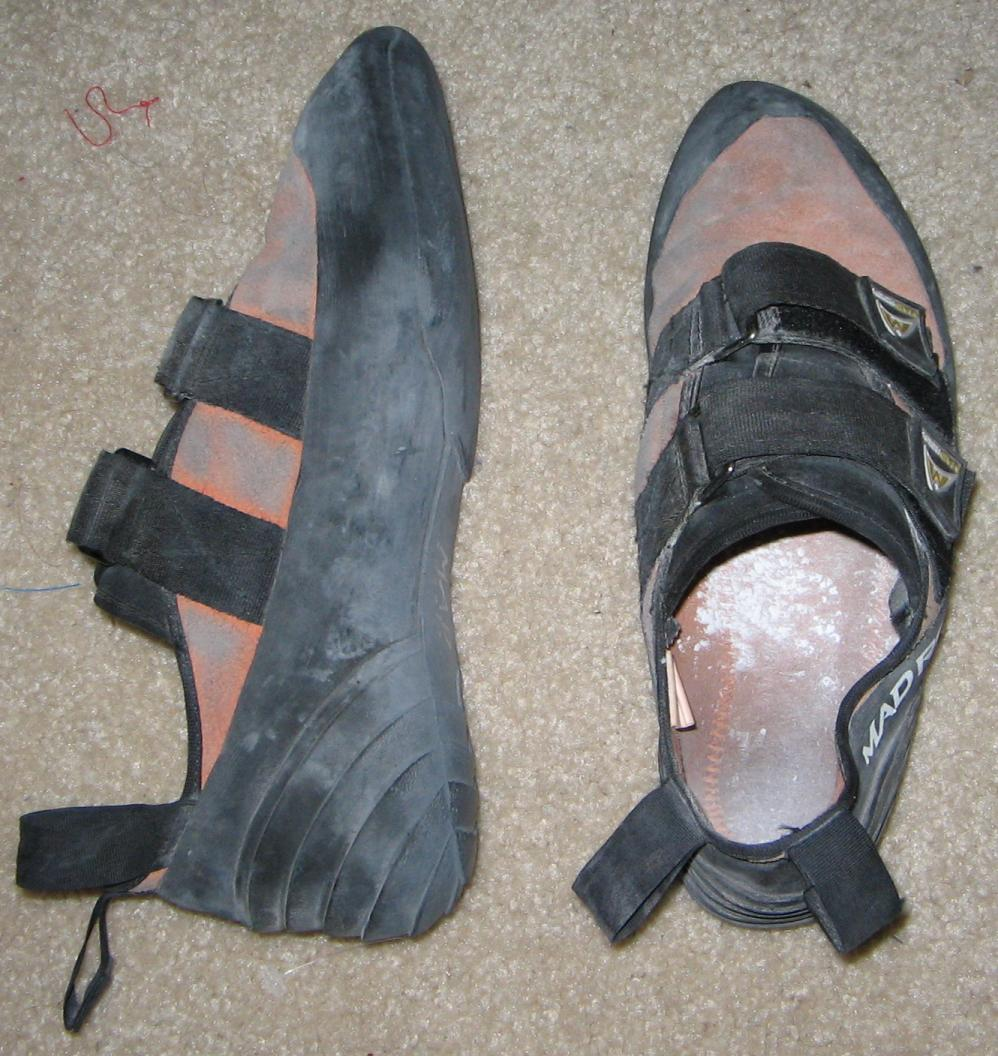
Lezečky se zapínáním na suchý zip

Lezecké boty (nebo také lezečky) je nejobvyklejší název pro speciální obuv, využívanou při skalním lezení a boulderingu. Pro zlepšení přilnavosti mají obvykle lezečky na vnější straně vrstvu z gumy, zvyšující tření se skálou (případně s chyty na umělé stěně).

## Dělení
- Nazouvačka – je lezecká bota bez použití šněrování. Drží na noze pomocí gumiček nebo suchého zipu. Je velmi lehká, praktická na obouvání a zouvání. Nazouvací lezečce je přisuzována optimální ohebnost a cit. Vyžaduje však dobrou muskulaturu nožní klenby a doporučuje se již zdatným lezcům.
- Nízké lezečky – Jsou nejrozšířenějším typem. Botka a šněrování usnadňují držení na noze. Vykrojení v oblasti kotníku zaručuje velkou volnost pohybu v kloubu.
- Lezečky s vyšší botkou – Tyto boty chrání kotník a jsou používány především v horách, kde je zaklíňování nohou, spáry a klimatické podmínky drsnější než na cvičných skalách či umělých stěnách.

## Výroba
Pro výrobu modelů lezeckých bot spojují výrobci několik parametrů: tvar pro pohodlí a anatomii chodidla, jemnost špičky a podrážky pro citlivost, přilnavost gumy pro výkonnost.

### Materiál
Botka bývá v drtivé většině případů z kůže nebo syntetická. Materiál musí být odolný. Vnitřní podšívka je bavlněná nebo ze syntetických vláken (např. Cambrelle). Gumy ze kterých jsou vyráběny podrážky prošly značným vývojem co se týče přilnavosti. Obecně jsou vyráběny z přírodní pryže s přídavkem přírodní pryskyřice podporující přilnavost a poddajnost. Podrážce se někdy také nazývá „lepička“.

### Podražení
Existují firmy, které nabízejí službu podražení. Ve většině případech mají k dispozici původní gumy přímo od většiny výrobců. I přes velmi dobře provedenou práci však ztrácí podražená bota svou přesnost. Rentabilní je to pouze jednou.
Mezi výrobce lezeček patří například: 
- Acopa
- Boreal
- Evolv
- Five-Ten
- La Sportiva
- Mad Rock
- Mammut
- Millet
- Rock Pillars
- Saltic
- SCARPA
- Triop
- Simond

## Nošení
Lezečky se nosí na boso nebo jen s velmi tenkými, pokud možno bezešvými ponožkami. Velikost musí přesně odpovídal velikosti nohy. Pokročilí lezci vybírají lezečky i o číslo až dvě menší než je jejich velikost chodidla. Pod tlakem se tak lezečka deformuje a přiléhá přesně k anatomii nohy a prstů. Při výběru prvního páru stačí vybrat boty o půl čísla menší než je velikost nohy.